# 赤松義祐
赤松義祐（1537年—1576年）為日本戰國時代的大名，播磨國赤松氏的當主，播磨國置鹽城城主。赤松晴政的嫡子，赤松則房的父親。

## 生平

### 家督繼承
天文23年（1554年）、密通三好長慶，和安宅冬康一起攻擊正在播磨國明石城的細川晴元。成年後和父親晴政以連署體制共同執行政務。永祿元年（1558年）8月、在握有家中實權的浦上政宗擁立下，義祐將父親流放，繼承了家督之位而成為赤松氏的當主。遭到流放的晴政前往投靠女婿赤松政秀，以龍野城為根據地和義祐對抗。此外，也一度和兒子則房失和，關係緊張到義祐不得不暫住到別所安治的三木城，不過沒多久兩人就和解了，義祐也回到了置鹽城。永祿7年（1564年）、發生了赤松政秀突襲浦上政宗長男‧清宗和黑田職隆女兒的結婚典禮，殺死了政宗和清宗父子的事件，家中的動亂仍然持續著。

### 父親死後
永祿8年（1565年）、因為晴政的病故，使得政秀失去和本家繼續對立的理由而與義祐達成和解。之後，政秀為了擴展勢力，獨斷發起軍事行動攻下了利神城；還在永祿10年（1567年）、和當時正在流浪的足利義昭私下接觸。另一方面，東播磨的有力領主別所安治也開始不受控制。在義祐統治下的赤松氏，已經逐漸失去駕馭周遭領主的力量了。

### 赤松政秀的對立
永祿11年（1568年）9月、在織田信長的協助下，足利義昭就任征夷大將軍、成為室町幕府第15代將軍，赤松政秀也將自己的女兒送到將軍家當侍女服侍義昭。政秀這種無視於本家、擅自和將軍家加深交情的行為觸怒了義祐，於是命令御著城主小寺政職前往京都綁架政秀的女兒，並以「無道之仁」的理由彈劾政秀；且催促備前國的浦上宗景發兵，欲聯手將政秀徹底打垮。收到請求的宗景、認為這是一個擴展勢力的好機會，率領備前、美作的國人眾進攻播磨國，威脅政秀的領地。翌年永祿12年（1569年）2月、政秀女兒得到釋放到達了京都，但宗景仍然持續猛攻政秀，難以抵擋的政秀只好向足利義昭請求援軍。

### 危機
得到救援請求的義昭，命令信長援助政秀。同年8月、以池田勝正為大將的攝津眾、加上別所安治的軍隊，攻進了義祐的領地。同一時間，浦上軍因為宇喜多直家的謀反，不得不返回備前國；義祐和小寺聯軍不敵池田、別所聯軍，庄山、高砂城等相繼陷落。形勢一轉，義祐從攻擊方陷入窘境、困守在置鹽城中，忍受著池田、別所聯軍的攻擊。
但是幸運的是，在當時三好氏等勢力仍然安在，織田氏還不能說是已經在畿內站穩腳步的階段；9月、信長將攝津眾召回畿內，別所安治也隨後退兵。之後，義祐立即和織田氏接觸、進行關係的修復；並命則房出兵、和攻擊龍野城的浦上軍相互對峙，以做為向織田家臣屬的證明。
另一方面，赤松政秀發兵攻打黑田職隆、孝高父子的姬路城，但卻在青山、土器山之戰（永祿12年5月～6月）慘敗。之後在浦上宗景的攻擊下，居城龍野城為浦上軍攻佔，政秀被囚禁並在翌年遭到暗殺。而在掀起反旗的宇喜多直家重新歸順浦上氏後，這一連串的動亂終於平息，義祐也脫離了困境。

### 隱居
宗景以救援義祐為名義、出兵攻打龍野城，而與之對峙的則房卻無戰意。11月、池田勝正、和田惟政、伊丹忠親等人急援政秀，但在同月中政秀投降浦上氏，援軍幾乎未曾交戰就又返回畿內；而則房也在浦上軍離開播磨國後，回到了置鹽城。翌年元龜元年（1570年）、義祐將家督之位讓與兒子則房。在隱居的6年後、天正4年2月15日（1576年3月15日）過世，墓所位在姬路市夢前町松安寺舊址。
永祿11年（1568年）、曾許可之後鑄造方廣寺梵鐘的芥田五郎右衛門統管播磨國內的鑄造工匠。

## 附註
1. ↑  上月文書裏書
2. ↑  田村文書
3. ↑  上月文書
4. ↑  大阪城天守閣所藏文書
5. ↑  黑田家譜